# Ткаченко Пантелій Михайлович
Пантелій Михайлович Ткаченко (1911, село Тридуби, тепер Кривоозерського району Миколаївської області — ?) — український радянський діяч, новатор сільськогосподарського виробництва, голова колгоспу «Шлях до комунізму» Антрацитівського виробничого колгоспно-радгоспного управління Луганської області. Депутат Верховної Ради УРСР 6-го скликання. Кандидат економічних наук.

## Біографія
Народився у бідній селянській родині.
У 1931—1942 роках — агроном, старший агроном радгоспів; директор Довжанського елеватора «Заготзерно» Ворошиловградської області. У 1942—1943 роках — в евакуації у східних районах СРСР.
З 1943 року — директор Довжанського елеватора «Заготзерно»; агроном із якості насіння, головний агроном Свердловського районного управління сільського господарства Ворошиловградської області.
У 1949 році закінчив Воронезький сільськогосподарський інститут.
З 1953 року — голова колгоспу «Шлях до комунізму» Свердловського району (з 1962 року — Антрацитівського виробничого колгоспно-радгоспного управління) села Олександрівки Луганської області. Був умілим організатором колгоспного виробництва.
Член КПРС з 1955 року.

## Нагороди
- орден Леніна (26.02.1958)
- ордени
- медалі